# Phanoperla sertispina
Phanoperla sertispina is een steenvlieg uit de familie borstelsteenvliegen (Perlidae). De wetenschappelijke naam van de soort is voor het eerst geldig gepubliceerd in 1975 door Jewett.